# エイリアン3
『エイリアン3』（エイリアンスリー、Alien 3）は、1992年のアメリカ合衆国のSFホラー映画。『エイリアン』シリーズの3作目。デヴィッド・フィンチャーの映画初監督作品。
今作ではシガニー・ウィーバーは坊主頭にするなど、強い印象を残した。今作のエイリアンは、犬（完全版では牛）に寄生して生まれたドッグ（バンビ）・エイリアンで、宿主が四足獣のため、四足歩行で素早く移動でき、脚力が強く、天井を逆さまに走ったり壁にへばり付いたりできる。人間側は武器無しの状況で、襲いかかってくるエイリアン1体に対し、逃げることが物語のメインになるという、第1作を彷彿とさせる原点回帰となった。一方でエイリアンが獲物を捕食するなど、これまでと印象が異なる場面も描かれた。
2004年には、ストーリー上の重要な場面を含む未公開シーンを追加した完全版が公開された。

## ストーリー
惑星LV-426のエイリアン殲滅作戦後、冷凍睡眠につくリプリーら生存者達を乗せて地球に帰還するはずだった植民地海兵隊の宇宙戦艦スラコ号に謎の事故が発生。スラコ号から自動的に切り離された脱出艇は、流刑惑星フィオリーナ161（通称「フューリー」）へと不時着したが、共に生還したはずのヒックスやニュートが着陸時に死亡した上に、ビショップも機能を停止しており、一人生き残ったリプリーは悲しみに暮れる。
フューリーでは、凶悪な数十名の男性囚人が戒律（宗教的規律）に従い心静かに自活的な生活をおくり、放射性廃棄物を格納する鉛のコンテナの製造作業に従事していた。そこに、女性であるリプリーが現れたことで惑星の秩序は一時危機を迎えるも、囚人達のリーダーであるディロンがその状況を抑える。
そんな中、脱出艇に潜んでいたフェイスハガーによってエイリアンが生まれ、活動を始めた。スラコ号の事故の真相は、脱出ポッド内にエイリアン・クイーンが卵を生み落していたことに気付かないままリプリー達が冷凍睡眠に入ってしまい、その間に生まれたフェイスハガーによってポッドが故障したというものだった。
凶悪で強靭なことにかけては人並み外れた囚人たちも、さすがに武器無しの状況では対抗できず、為す術無くエイリアンの餌食になっていく。リプリーは因縁に決着をつけるため、囚人達と団結してエイリアンを倒そうと立ち上がる。

## 登場人物

### 主人公
エレン・リプリー（Ellen Ripley）
演 - シガニー・ウィーバー
着陸した脱出艇から唯一生還し、刑務所に連れてこられるが、そこでまたもやエイリアンと対峙することになる。

### 刑務所職員
ジョナサン・クレメンス（Jonathan Clemens）
演 - チャールズ・ダンス
刑務所付の医師。過去に医療ミスで患者を死亡させたことがある元囚人だが、本来は誠実な性格。生還したリプリーに、ニュートとヒックスは死亡しビショップは機能停止のためゴミ捨て場に捨てられたことを伝える。その後もリプリーに刑務所に関することを教えていく内に親しくなり、彼女を快く思わないアンドリュースに反発もしてその仲は深まるが、中盤で医務室にてリプリーに注射を打った直後、突如現れたエイリアンに襲撃され、第二の顎で頭部を貫かれて死亡。死体もエイリアンによって持ち去られた。
ハロルド・アンドリュース（Harold Andrews）
演 - ブライアン・グローヴァー
刑務所長。常に黒のゴムボールを持っている。刑務所の秩序を第一に考える事なかれ主義的な人物であり、その秩序が乱れるという理由で初対面であるにもかかわらず生存者である女性のリプリーを快く思っていない。またリプリーと仲を深めるクレメンスをも疎ましく思い、彼の過去を脅しの理由に使いリプリーの素性を聞きだそうとするなど傲慢な性格をしている。ボッグスらがエイリアンに殺されゴリックがその殺人容疑にかけられた際、事情を聞いたリプリーからエイリアンのことを話されたが全く信じようとせず逆に彼女を異常者扱いして医務室へ監禁した。中盤、アーロンと共にマーフィーとボッグスらの死亡の件について囚人達に説明している最中、上述の通りクレメンスがエイリアンに殺され、その事を知らせに来たリプリーを医務室へ戻すようアーロンに命じた直後、天井から現れたエイリアンに捕えられ、一同の目の前で惨殺されながら蒸発するという無残な最期を遂げた。
フランシス・アーロン（Francis Aaron）
演 - ラルフ・ブラウン
刑務所の副官。地球に妻子がいる。所長のアンドリュースに従順で尊敬もしているが、彼ほどリプリーを悪く思ってはいない。知能指数が85しかない事から囚人達に揶揄される形で「85」と呼ばれており、彼自身もコンプレックスからその呼び方を嫌っている。アンドリュース所長が死亡した際には唯一その死を悔やみながら、エイリアン対策でリプリーたちとも協力して事にあたり、後にリプリーへのチェストバスター寄生が発覚した際にはいたく同情していた。しかし救援要請を送る段になると、リプリーの「ウェイランド・ユタニ社はエイリアンを捕獲するために生存者を使い捨てる、拡大を防ぐためにも救援要請は送れない」という主張を信じず、妻子のいる地球へ帰るためと結果的に事態を報告してしまう。そのためリプリーと囚人達の自分達を餌にエイリアンを誘い出す作戦にも彼だけは参加せず、会社の救援が来るのを待つべきと信じて一人だけ上で待機していた。終盤、マイケル・ビショップ率いる会社の救助隊が来ると、生存者のいる溶鉱炉へ案内するが、隊が生存者のモースを撃ってまでリプリーを確保しようとしたことで彼女の主張が正しかったことをようやく悟り、激怒してビショップをレンチで殴打するも、即座に会社のコマンド隊員に射殺された。

### 囚人
レオナルド・ディロン（Leonardo Dillon）
演 - チャールズ・S・ダットン
囚人達のリーダー。過去に殺人と強姦（レイプ）の罪を犯しているが、ジュニア達にレイプされそうになったリプリーを助けたり、他の囚人達から嫌われているゴリックを庇ったりするなど、人情に厚く囚人達からも信頼されている。中盤、リプリーの体内にエイリアン・クイーンのチェストバスターが宿っている事が判明し、彼女からそれを理由にチェストバスターともども殺してほしいと頼まれるが、「死ぬならエイリアンを殺してから」、「奴が生きているのに君が死んでは意味がない」と彼女に奮起を促し、逆にエイリアンに襲われないのなら、それを利用して奴を倒せると説得して、リプリーをエイリアンを倒す作戦に参加させた。終盤、多くの犠牲を払いながら作戦通りエイリアンを鋳型に押し込んだ後、そこに残って自らエイリアンを足止めし、流し込まれた鉛に共に沈み死亡。
ロバート・モース（Robert Morse）
演 - ダニー・ウェッブ
荒っぽいと同時にまともな一面も持ち合わせている囚人で、女性のリプリーが来た事にも動じる様子を見せなかった。アーロンとは仲が悪く頻繁に喧嘩しており、リプリーに対しても、一連のエイリアンによる惨劇の原因は彼女にあるとして糾弾している。しかし終盤、一緒にふざけ合っていたグレゴールが目の前で殺されるもそこに現れたリプリーに救われ、その後ディロンによって鋳型で足止めされたエイリアンに鉛を浴びせ、そこから出てきた際にも水を浴びせて熱疲労を起こすようリプリーに叫ぶなど、エイリアンを倒すのに大きく一役を買った。その後、やってきたマイケル・ビショップの要求を拒絶し体内に宿っているエイリアン・クイーンと共に死を決意したリプリーの手助けをしたことで、会社のコマンド隊員から銃撃を受けて脚を負傷し苦悶するが何とか手助けを続行した。そしてリプリーが自決を遂げた後、負傷した脚に応急処置を施されながらビショップ達に連行され、今回のエイリアンによる惨劇で唯一の生還者となった。
その後の行方については不明だが、『エイリアン4』の小説版では、フューリーからの生還後、今回の事件の全容とエイリアンに関する証言記録を残したという記述がある。
ウォルター・ゴリック（Walter Golic）
演 - ポール・マッギャン
狂気じみた性格の囚人で、常に菓子を食べている。そのため悪臭を漂わせており、言動と相まって同僚のボッグスやレインズからは嫌われているが、ディロンにだけは庇われている。一緒にいたボッグスらがエイリアンに殺された後、その際に飛び散った血を浴びたまま食堂で料理を食べていた所を拘束され、ボッグスらの殺人容疑をかけられた。この際エイリアンを「ドラゴン」または「恐竜」と形容した。
劇場公開版ではその後の出番がなく、生死不明だが、完全版では中盤のエイリアンを閉じ込める作戦が何とか成功した後、エイリアンを見るために閉じ込められている核廃棄物用の倉庫に行き、そこで見張りをしていたアーサーを殺害して倉庫の扉を開けた直後、エイリアンに襲われ死亡。
ピーター・グレゴール（Peter Gregor）
演 - ピーター・ギネス
中盤で爆発に巻き込まれた為、以降は頭に包帯を巻いている。終盤、エイリアンから逃げている途中にモースとぶつかり、そのまま彼とふざけあっている途中にエイリアンに襲われ死亡。
アラン・ジュード（Alan Jude）
演 - ヴィンチェンゾ・ニコリ
常に帽子を被っている。閉めた窓のガラス窓からエイリアンの腕が這い出してきたのに驚いて逃げ、その焦りからか武器のハサミの持つ向きを間違えており、会ったモースに注意される。終盤、エイリアンから必死に逃げるも、ディロンが待機していた扉の直前で捕えられ死亡。
デヴィッド・ポスルスウェイト（David Postlethwaite）
演 - ピート・ポスルスウェイト
アーロンが「85」と呼ばれる理由をリプリーに話す。終盤、閉めた扉の前にいた所を背後から回り込んできたエイリアンに襲われ死亡。
テッド・"ジュニア"・ギレス（Ted "Junior" Gillas）
演 - ホルト・マッカラニー
リプリーをレイプしようとした主犯格。完全版では、中盤にエイリアンを閉じ込める作戦で自ら囮となってエイリアンを核廃棄物用の倉庫におびき寄せ、一緒に閉じ込められた直後に殺された。しかしその後ゴリックによって逃がされる為、結局無駄死にとなった。
エドワード・ボッグス（Edward Boggs）
演 - レオン・ハーバート
ゴリックの同僚の一人。黒人。彼と一緒に働くのを嫌がっていたが、ディロンに叱責され渋々仕事を続けていた。死亡したマーフィーを弔うため、通風管の付近で火を灯した蝋燭を並べていた最中、風で消された火を点けに行ったレインズがエイリアンに襲われるのを目撃し、その後で彼の死体を見つけた直後、上から襲ってきたエイリアンに捕えられ、ゴリックの目の前で惨殺される。
ダニエル・レインズ（Daniel Rains）
演 - クリストファー・ジョン・フィールズ
ゴリックの同僚の一人。彼と働くのをボッグスほどではないが嫌がっている。死亡したマーフィーを弔うため、通風管の付近で蝋燭の火を灯していた最中、火が風で吹き消されるのを見て再び火を点けに一人離れて行ったところをエイリアンに襲われ死亡。
トーマス・マーフィー（Thomas Murphy）
演 - クリストファー・フェアバンク
犬を飼っている。序盤、通気口の掃除中にエイリアンに襲われた後、足を滑らせ換気扇に巻き込まれて死亡。彼の死は当初不注意による事故死と判断されていた。劇場公開版ではエイリアンを犬と勘違いし名前を呼ぶ台詞があったが、完全版では削除されている。
ヨーシ・トロイ（Yoshi Troy）
演 - ポール・ブレネン
完全版では、中盤でエイリアンを核廃棄物の倉庫に閉じ込める作戦の途中で起きた大爆発の混乱の最中、ジュニアの後ろにエイリアンが現れたのを見て彼にそのことを叫んでいた。終盤、待ち伏せしていたエイリアンに襲われ死亡。
ケヴィン・ドッド（Kevin Dodd）
演 - フィル・デイビス
終盤、待ち伏せしていたエイリアンに捕えられ、ディロンに助けられるが、致命傷を負わされておりそのまま死亡。その後エイリアンにクレメンス同様死体を持ち去られる。
フランク・エリス（Frank Ellis）
演 - カール・チェイス
エイリアンを核廃棄物の倉庫に閉じ込める作戦の決行中にエイリアンに襲われ死亡。それにより、落とした発火筒が油に引火、大爆発を起こし、囚人9人が焼死、グレゴールが頭に大やけどを負ってしまう。
クライヴ・ウィリアム（Clive William）
演 - クライヴ・マントル
アンドリュースがエイリアンに殺され、誰が彼の代わりになるか皆で相談している最中、真先にディロンを指名した（彼は柄ではないと断った）。終盤、直接描写はないがエイリアンに襲われ死亡した模様。
アーサー・ウォーキングスティック（Arthur Walkingstick）
演 - デオビア・オパレイ
黒人。劇場公開版ではフランクが起こした火災により焼死。完全版では、ジュニアがエイリアンを閉じ込めた倉庫の見張りをしていたが、扉を開けにきたゴリックに喉を切り裂かれ死亡。
エリック・バギー（Eric Buggy）
演 - ナイオール・バギー
ボッグスらがエイリアンに殺された後、食堂へ皿を持って行った際に料理を食べている血まみれのゴリックと会い驚く。終盤、エイリアンを鋳型に誘い込む作戦中、エイリアンが目の前を走り去るのを見て驚き、ピストンを作動させようとしたが、リプリーに叱責され止められる。その後エイリアンに襲われ死亡した模様。

### その他
ビショップ（Bishop）
演 - ランス・ヘンリクセン
前作でリプリー達と行動を共にしたアンドロイド。脱出艇の着陸時に壊れて機能を停止し、ゴミ捨て場に捨てられたが、リプリーによって回収・修理され、スラコ号のデータを再生し、真相を話す。修復不能なほど壊れていたため、電源を落とすことをリプリーに懇願し、それを聞き入れた彼女によって完全に機能停止した。
マイケル・ビショップ（Michael Bishop）
演 - ランス・ヘンリクセン
終盤にコマンド隊員を引き連れて登場した、ビショップの開発者を名乗るウェイランド・ユタニ社の社員。彼はリプリーの体内のクイーンを殺すと言って連れて行こうとしたが、その目的は会社に持ち帰ることで、彼女にエイリアンの生物としての優秀さや学術上の重要さを説いた。しかしリプリーはクイーンと共に死ぬことを選び、失敗に終わる。その後唯一の生存者であるモースを連行する。
人間だと自称し、ビショップの生みの親であると主張したことや、アーロンに殴られた際に赤い血を流すなどの描写がある一方、生身なら致命傷になるような深傷を頭部に負っても立ち上がったこと、エンドロールでは「ビショップII」と表記されている等、アンドロイドともとれる描写もあり、どちらなのかは明示されていない。
ニュート（Newt）
演 - ダニエル・エドモンド
前作の生存者であったが、脱出艇の着陸時にハイパースリープ・カプセルの中で溺死する。前作でエイリアン・クイーンの巣に連れ去られたことから、リプリーは彼女が寄生されているのではないかと疑い、クレメンスに解剖させ確かめるが、体内にエイリアンはいなかった。遺体はヒックスと共に溶鉱炉に葬られた。
ドウェイン・ヒックス（Dweyne Hicks）
演 - マイケル・ビーン（写真のみ）
植民地海兵隊伍長で、前作の生存者。序盤の脱出艇の着陸時に頭部が安全装置に串刺しになり死亡。遺体はニュートと共に溶鉱炉に葬られた。
前作の直後の時系列で起きた出来事を描いたゲーム『Aliens: Colonial Marines』では墜落の直前でほかの海兵隊員たちに救出されたという設定となっており、この時に死亡したヒックスは救援に来た海兵隊員の1人が彼の手で影武者として脱出艇に取り残されていた。

## 日本語吹替
| 役名                            | 俳優                               | 日本語吹替   | 日本語吹替        | 日本語吹替                                                      | 日本語吹替                                          |
| 役名                            | 俳優                               | VHS・DVD版   | 完全版DVD・BD版   | フジテレビ版                                                    | テレビ朝日版                                        |
| ------------------------------- | ---------------------------------- | ------------ | ----------------- | --------------------------------------------------------------- | --------------------------------------------------- |
| リプリー                        | シガニー・ウィーバー               | 幸田直子     | 幸田直子          | 吉田理保子                                                      | 戸田恵子                                            |
| ディロン                        | チャールズ・S・ダットン            | 内海賢二     | 手塚秀彰          | 内海賢二                                                        | 石田太郎                                            |
| クレメンス                      | チャールズ・ダンス                 | 小川真司     | 大塚明夫          | 羽佐間道夫                                                      | 菅生隆之                                            |
| ビショップ マイケル・ビショップ | ランス・ヘンリクセン               | 麦人         | 古川登志夫        | 有本欽隆                                                        | 金尾哲夫                                            |
| アーロン                        | ラルフ・ブラウン                   | 金尾哲夫     | 佐久田修          | 石丸博也                                                        | 牛山茂                                              |
| アンドリュース                  | ブライアン・グローヴァー           | 富田耕生     | 佐々木梅治        | 富田耕生                                                        | 村松康雄                                            |
| モース                          | ダニー・ウェッブ                   | 池田勝       | 伊藤昌一          | 玄田哲章                                                        | 水野龍司                                            |
| ゴリック                        | ポール・マッギャン                 | 田原アルノ   | 鈴木千尋          | 小野健一                                                        | 田中亮一                                            |
| グレゴール                      | ピーター・ギネス                   | 辻親八       | 坂東尚樹          | 幹本雄之                                                        | 掛川裕彦                                            |
| ケヴィン                        | フィル・デイビス                   | 星野充昭     | 三宅健太          | 土方優人                                                        | 入江崇史                                            |
| デヴィッド                      | ピート・ポスルスウェイト           | 堀之紀       | 水野龍司          | 小島敏彦                                                        | 麦人                                                |
| ジュード                        | ヴィンチェンゾ・ニコリ             | 笹岡繁蔵     | 小室正幸          | 村山明                                                          | 石井隆夫                                            |
| ボッグス                        | レオン・ハーバート                 | 笹岡繁蔵     | 斉藤次郎          | 堀之紀                                                          | 大友龍三郎                                          |
| レインズ                        | クリストファー・ジョン・フィールズ | 小形満       | 佐々木健          | 若本規夫                                                        | 安井邦彦                                            |
| フランク                        | カール・チェイス                   | 宇垣秀成     | 村治学            | 辻親八                                                          | 松本大                                              |
| マーフィー                      | クリストファー・フェアバンク       | 津田英三     | 斉藤次郎          | 村山明                                                          | 天田益男                                            |
| エリック                        | ナイオール・バギー                 |              |                   | 若本規夫                                                        | 柳沢栄治                                            |
| スラコ号のアナウンス            |                                    |              | 山口眞弓          | 吉田理保子                                                      | 幸田夏穂                                            |
| 会社の男                        |                                    | 星野充昭     | 三宅健太          | 伊藤栄次                                                        |                                                     |
| 日本語版制作スタッフ            |                                    |              |                   |                                                                 |                                                     |
| 演出                            |                                    | 藤山房伸     | 清水良旺          | 春日正伸                                                        | 福永莞爾                                            |
| 翻訳                            |                                    | 宮川桜子     | 石原千麻 宮川桜子 | 入江敦子                                                        | たかしまちせこ                                      |
| 効果                            |                                    |              |                   | 栗林秀年                                                        | 南部満治                                            |
| 調整                            |                                    |              |                   | 山田太平                                                        | 長井利親                                            |
| プロデューサー                  |                                    |              |                   | 山形淳二                                                        | 圓井一夫                                            |
| 制作                            |                                    | ACクリエイト | ACクリエイト      | ムービーテレビジョン                                            | ニュージャパンフィルム                              |
| 初回放送                        |                                    |              |                   | 1996年4月20日 『ゴールデン洋画劇場』 20:59-23:14 本編ノーカット | 1998年3月29日 『日曜洋画劇場』 21:02-22:54 (約97分) |

- ブルーレイに収録の劇場公開版の吹替はVHS・DVD版と完全版の音声が混在しており、同じ登場人物でもシーンによって声優が変わってしまう。

※20世紀フォックス ホーム エンターテイメント ジャパンより2019年4月26日発売の吹替の帝王シリーズ第16弾「エイリアン3 日本語吹替完全版 2枚組コレクターズ・ブルーレイボックス」に同梱の吹替の帝王版ディスク（劇場公開版本編）に上記のVHS・DVD版とフジテレビ版、テレビ朝日版の3種類の吹替版が収録された。同商品に特典としてフジテレビ版吹替台本とフジテレビ版のリプリー役である吉田理保子のインタビュー集が付属している。

## スタッフ
- 製作 - ゴードン・キャロル、デヴィッド・ガイラー、ウォルター・ヒル
- 監督 - デイヴィッド・フィンチャー
- 製作総指揮 - エズラ・スワードロウ（英語版）
- 原案 - ヴィンセント・ウォード
- 脚本 - デヴィッド・ガイラー、ウォルター・ヒル、ラリー・ファーガソン（英語版）
- 撮影 - アレックス・トムソン
- 音楽 - エリオット・ゴールデンサール
- 提供 - 20世紀フォックス
- VFX - ボス・フィルム（BFC）、リズム&ヒューズ・スタジオ
- VFXスーパーバイザー - リチャード・エドランド

## 制作
当時として史上最高額の制作費が投じられたが、企画段階からトラブルが絶えず、映画の内容も評論家達からも酷評された。批判の矢面に立たされたフィンチャーは自身の意図に反する編集が行われた事に失望し、「新たに映画を撮るくらいなら、大腸癌で死んだ方がマシだ」と述べ、メイキング映像にも出演せず、後に成功を収めることとなる『セブン』に着手するまでの1年半にわたって脚本すら読まなかったという。
当初のプロジェクトでは、本作に原案としてクレジットされているヴィンセント・ウォードが監督を務める予定であった。エイリアンの軍事利用をもくろむ企業ウェイランド・ユタニ社は前作『エイリアン2』でも名前のみ登場しているが（完全版のみ）、今回は日系企業である事が強調され、フューリーの施設外壁に「ウェイランド湯谷」、各設備に「鉄」「危険」「超高温注意」などと日本語で書かれていたり（日本語で書かれた掲示物も垣間見える）、スラコ号の脱出艇の機体番号が漢数字になっていたりする演出が見られる。
終盤のリプリーの投身シーンは、公開版では彼女の胸からクイーンのチェストバスターが飛び出す描写があったが、2004年の完全版では『エイリアン4』でリプリーとエイリアンの遺伝子が融合するという設定への考慮から、チェストバスターは出てこない。完全版ではチェストバスターのシーンはメイキングで見ることが出来、このシーンは追加撮影で急遽加えられた物であった事などが語られている（当時ウィーバーは既に次作のために髪を伸ばしていたため、特殊メイクで処理された）。
登場人物が皆頭髪を剃っているのは宇宙シラミ対策という設定で、フューリーに漂着して気絶したリプリーに大量のシラミが群がるシーンも撮影された。シラミの代わりに飼育したコオロギの幼生が使用されたが、何の事前説明もなく突然振りかけられた為にウィーバーの不興を買い、編集でカットされた（完全版で復活）。
撮影に入ってからも、エイリアンが牛に寄生する設定で撮影もされていたが、公開版では犬への寄生に変更されるなど、急な修正・変更が相次いだ。完全版では再び牛に寄生する設定が採用されている。
本作で死亡したニュートは、前作で演じたキャリー・ヘンが俳優の道を選ばなかったことと、既に成長して容姿が変わってしまったこともあり、背格好の似た別の子役を起用している（そのためか、顔がはっきりと映るシーンは無い）。
『エイリアン2』のクリーチャー効果を担当したスタン・ウィンストンに打診したものの都合がつかず断念した。ウィンストンは代わりに自身のスタジオで働いていたトム・ウッドラフ・ジュニアとアレック・ギリスを推薦し、彼らはちょうど自分の会社、アマルガメイテッド・ダイナミクスを設立したばかりだった。主要撮影が始まる直前から、実写効果クルーはエイリアンとスラコ号の犠牲者の死体のモデルの製作を進めていた。リチャード・エドランドのボス・フィルム・スタジオが合成と他のポストプロダクション効果のために雇われ、 少数のショットにはコンピューター生成画像が含まれており、最も顕著なのはスプリンクラーが熱衝撃を引き起こしたときに割れるエイリアンの頭であった。他のCGI要素には、棒状の操り人形のエイリアンが落とす影や、屋外のシーンでの空中の破片などがある。
デヴィッド・フィンチャーは、エイリアンを、以前の映画の直立したヒューマノイドの姿勢とは対照的に「ピューマや獣のような」ものにしたいと考え、オリジナルのエイリアンのデザイナーであるHRギーガーにコンタクトし、新たなスケッチのアイデアを考案してもらう事となった。この際の修正には、より長く細い脚、背骨の周りの「パイプ」の削除、そして第二の顎の代わりにエイリアンの鋭い「舌」のアイデアが含まれていた。チューリッヒのスタジオで作業していたギーガーは、それらの新しいスケッチを手掛け、それをコーネリアス・デ・フリースにファックスで送り、フリースは粘土でそれらのモデルを製作した。ギーガーのデザインで最終的に採用されたのは「バンビ・バースター」エイリアンだけで、脚が長く、四つん這いで歩くデザインであった。ADIはまた、このデザインのフルサイズの文楽人形も製作し、撮影現場でインカメラエフェクトとして操作を行った。この手法を用いたシーンでは化学合成技術の限界により、人形遣いを背景プレートから取り除くのが非常に困難であったため、最終版からはカットされたが映画の「アセンブリーカット」ではその様子を見ることができる。
エイリアンは、ウッドラフ・ジュニアがスーツとロッド人形の両方で演じ、ブルースクリーンで撮影、実写映像に光学的に合成したが、ロッドの方はロトスコープで削除された。クローズアップのシーンでは機械のエイリアンの頭も使用された。スーツはウッドラフが四つん這いで歩けるようにエイリアン2で使用されたデザインを採用した。
フィンチャーは、四足歩行のエイリアンを撮影現場で撮影するためにウィペットにエイリアンの衣装を着せることを提案し、実際にテストを行った。犬の身体に特殊メイクを施し顔面部だけを切り取ったヘッドパーツを装着して実験してみたが、視覚効果チームはそのコミカルな結果に満足せず、そのアイデアは却下され、パペットが採用された。
制作の際には、よりリアルに見せるために動きに滑らかさが足りないストップモーションアニメーションではなく、ロッドパペットアプローチが選ばれた。その結果、ロッドパペットにより、あらゆる方向の表面を移動し、あらゆる角度から撮影できる高速エイリアンを実現できた。 これはスーツを着た俳優では実現できない動きを実現できた為、特に効果的であった。1/3スケールのパペットは長さが40インチあり、柔軟性を確保するために自転車のチェーンアーマチュアの上にフォームラバーで鋳造された。移動カメラショット用にオンセットカメラにデジタルレコーダーが装備され、値の追跡、パン、ティルト、ドリーが可能になった。データ出力はスタジオで行われ、人形に合わせて線形寸法が縮小されてモーションコントロールカメラに送られた。
人形の動きと実写ショットの同期を容易にするために、特殊効果チームはレーザーディスクを使用したインスタント合成システムを開発した。これにより、背景プレートにテイクを素早く重ね合わせることができ、クルーは空間調整が必要かどうかを観察することが可能になった。
レイン・リスカは、棒人形をモーションコントロールカメラで同時に操作し撮影する「モーモーション」と呼ばれる新しいプロセスを導入する為、人形専属チームとして雇われた。ショットの複雑さに応じて、人形は4〜6人で操作され、人形に動きの自由を与え、3次元空間内で動作するための大きくしっかりとした表面を提供するために、まばらなセットが作られた。
撮影クルーはエイリアンの動きを可能な限り素早く行い、ほぼ制御の限界まで追い込んだ。エドランドによれば、これが「エイリアンに個性を与える偶然の行動」につながったという。このセットアップの容易さにより、撮影クルーは1つのシーンを60～70テイク撮影することができた。
損傷したビショップについては単純なメイクでは実現できないより複雑な外見を与えることが求められ、最終的には完全にアニマトロニクスによって再現され、ランス・ヘンリクセンの声を加えて、シガニー・ウィーバーと演技を行った。
緊急脱出車両のシーンは、ブルースクリーンを背景に3.5フィートのミニチュアで撮影され、惑星の表面を描いた大規模な伝統的なマットペインティングに合成された。EEVが大気圏に突入したときに雲が内側から輝くようにするため、ペインティングの値はデジタル的に反転され、フレームごとにアニメーション化された。EEVがクレーンアーム（これもミニチュア）によって動かされるシーンは、俳優のビデオを段ボールに投影し、マットペイントされた背景に対してシルエットとしてシーンに合成することによって製作された。

### 脚本
1988年の脚本家組合のスト、会社上層部からの要請などもあって、製作開始後も脚本が何度も書き換えられた。
最初の脚本はウィリアム・ギブスンによるもので、舞台は人類が入植したコロニー型の宇宙ステーションであり、ヒックスとビショップが主人公で、ニュートはコロニーでエイリアン騒ぎが起きる前に地球へ帰還し、リプリーは昏睡状態のまま目覚めないが、「4人全員が生還する」というシナリオだった。
このシナリオ内では、エイリアンを軍事利用しようとした研究者の細工によって、人間がエイリアン化するウイルスがコロニー内に蔓延し、生存者たちはそのウイルスとエイリアンの二重の脅威に晒されることになる、という筋書きであった。しかし、当初監督に内定していたレニー・ハーリンは、「『2』の焼き直しにすぎない」と判断し、採用しなかった。本稿からは、囚人達の頭のバーコード状の刺青の設定が採用されている（ただし頭にあるのではなく、敵対勢力であるUPP＝革新人民連合の女兵士が腕にバーコードの刺青を入れている、という描写である）。ギブスン版の脚本は後に書籍化され、邦訳が竹書房から2022年に刊行された。
2番目の脚本はエリック・レッドによるもので、リプリーを含め生存者はおろか死体すらないスラコ号が、ウェイランド・ユタニ社が経営する農業コロニーに到着するというものだった。エイリアンと戦うのはサム・スミスというコロニーで暮らす農夫の青年であり、後にサイボーグとなった彼は様々な家畜（牛、鶏、豚など）から生まれたエイリアンと白昼、西部劇よろしく戦うというシナリオだった。
しかし、最終的に「リプリーの出ないエイリアンはあり得ない」という当時の20世紀フォックス会長ジョー・ロスの鶴の一声に加え、ウィーバー自身も支持しなかったことから、採用されなかった。本稿からは、人間以外から誕生する逆関節・四足歩行エイリアンが採用されている（実際の脚本では、主人公は最初にスラコ号に乗船する兵士であり農夫ではない。実家が農家というだけである）。
3番目の脚本はヴィンセント・ウォードが草稿を書き、それをジョン・ファサノが脚本としてまとめるという形で執筆された。ただし、実際にはその前にデヴィッド・トゥーヒーによって3番目の脚本が書かれている。刑務所衛星を舞台に企業が培養したエイリアンが暴走するというストーリーで、主人公は収容されている囚人だった。
極めて宗教色の強いストーリーであり、地球は既に滅亡しており、聖書の教えに従って生きているごく一部の人間が木製のコロニーで中世さながらの生活をしていて、そこにエイリアンに汚染されたスラコ号の脱出艇とリプリーだけが到着するという内容だった。羊から生まれた「シープ・エイリアン」を筆頭に、サメ型の「シャーク・エイリアン」、麦や木目調に擬態するエイリアン、リプリーを魔女と呼んで殺そうとする人物から生まれる「ヘッド・バスター」なる新種が出てくるというものであった。
しかし、ウォードがスタッフの人選にまで口出しするようになったため、20世紀フォックスは彼を解雇すると共に、脚本を採用しなかった。本稿からは、聖書に従って生活する囚人達やリプリーのスキンヘッド、溶鉱炉でエイリアンを倒すことなどが採用された。また、原案としてウォードの名前がクレジットされている。
その後もグレッグ・プレス、ラリー・ファーガソンなど脚本家は二転三転し、最終的にプロデューサーのデヴィッド・ガイラーとウォルター・ヒルがそれらをまとめて執筆した脚本が完成稿となった（クレジット上はガイラー、ヒル、ファーガソンの3人）。以上のシナリオの変遷については『映画秘宝』に掲載された映画評論家の品川四郎の文章による。

### 配役
製作補も務めた主演のシガニー・ウィーバーは、当初3作目には出演しない意向だったが、（自身が銃規制賛成派であることから）ガンアクションを行わないこと、自由に意見を発言して良いことを条件で出演を了承したという。しかし、現場ではフィンチャーとのトラブルが絶えず、「監督こそエイリアンよ！」と激怒するほどだったという。

## ゲーム
ワイランド・ユターニ・コーポレーションのC3グレード副指揮官リプリーとなり、監獄惑星フュアリ161でエイリアンと対決する。まず、エイリアンのまゆの中に閉じ込められている囚人たちを助けだすなどの任務を果たし、最後に女王エイリアンを倒すストーリー。タイトルは「エイリアン3」だが、多数のエイリアンと女王エイリアンが登場するほか、アイテムとしてパルスライフルなども登場するので映画の2と3を合わせたようなイメージの世界となっている。
- アクレイムジャパンから当時の各コンシューマー機で発売された。
  - 1993年6月17日 - ゲームボーイ
  - 1993年7月9日 - スーパーファミコン
  - 1994年5月27日 - ゲームギア
- ゲームギア版が約1年遅れでリリースされているのは、当時アクレイムジャパンがセガ系列のコンシューマー機に参入していなかった為である（親会社の米国アクレイム・エンタテインメント社は現地のセガのコンシューマー機には参入していた）。海外ではメガドライブ版も発売されているが、アクレイムジャパンは日本でのリリースを見送っている。これはアクレイムジャパンがメガドライブに参入する前にビック東海からの発売が予定されていたからであるが、最終的には発売中止になっている。また、メガドライブ版は原作とは異なる結末を迎えている[10]。
- 1993年にはセガ（後のセガ・インタラクティブ）からこの映画を題材にしたアーケードゲーム『エイリアン3・ザ・ガン』が発売されている。ジャンルはガンシューティングゲーム[11]。